# Natatolana bulba
Natatolana bulba är en kräftdjursart som beskrevs av Bruce1986. Natatolana bulba ingår i släktet Natatolana och familjen Cirolanidae. Inga underarter finns listade i Catalogue of Life.